# Loda Halama

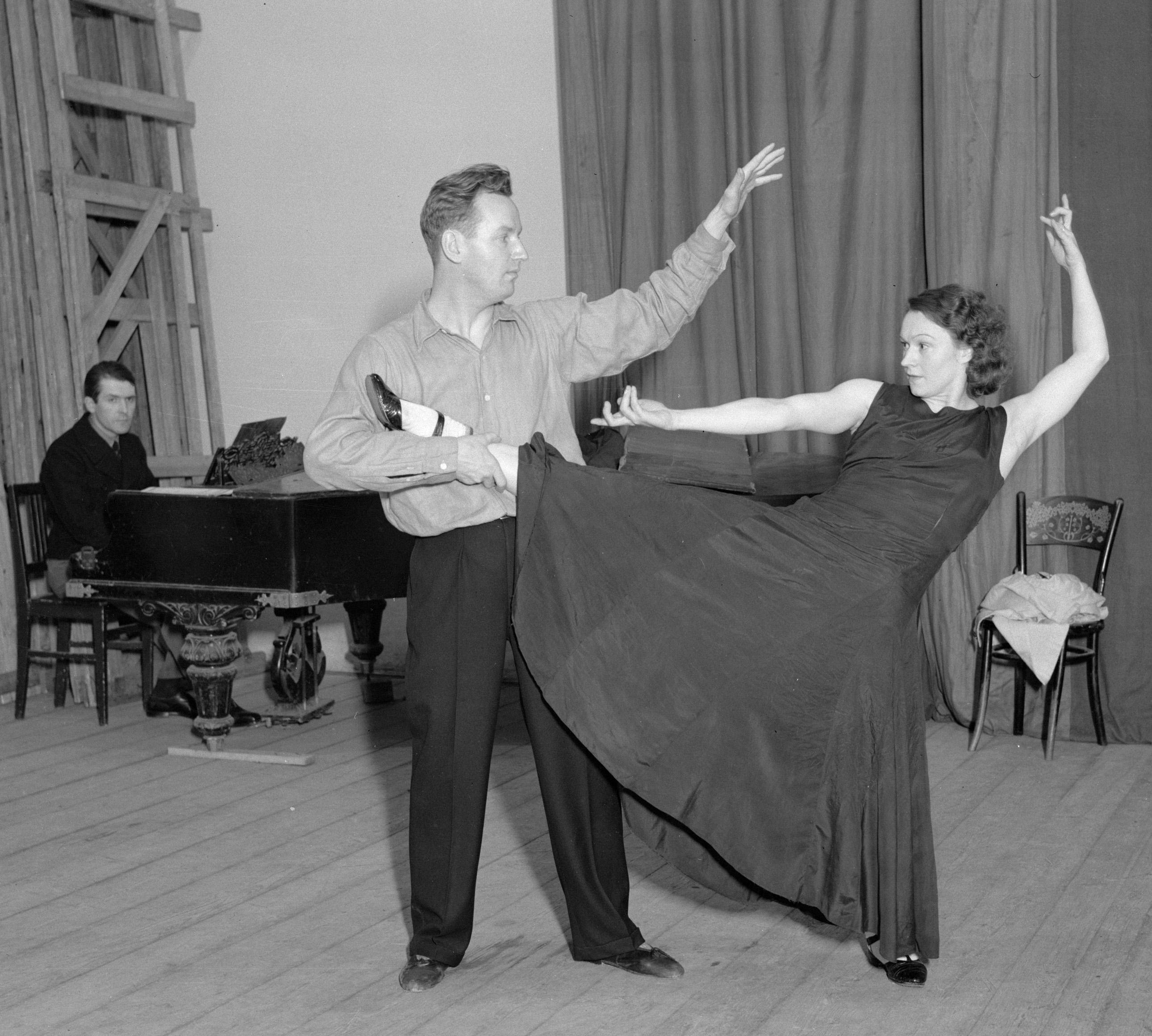
Loda Halama z Janem Cieplińskim w czasie próby w Teatrze Wielkim w Warszawie (1934)

Loda Halama, właśc. Leokadia Halama (ur. 20 lipca 1911 w Czerwińsku nad Wisłą, zm. 13 lipca 1996 w Warszawie) – polska tancerka, aktorka, choreografka, primabalerina Teatru Wielkiego w Warszawie; siostra Zizi i Alicji.

## Życiorys
Była córką tancerki Marty Cegielskiej i muzyka Stanisława Halamy. Urodziła się w trakcie tournée rodziców.
Zamiłowanie do tańca wyniosła z domu. W wieku 7 lat pobierała lekcje tańca u Bronisławy Niżyńskiej w Sankt Petersburgu. Jej rodzice prowadzili życie artystyczne, często zmieniając miejsce występów. Do Polski powrócili w 1921 w ramach jednego z ostatnich transportów repatriacyjnych (aby uzyskać pozwolenie na wyjazd z ZSRR musieli m.in. sfałszować miejsce urodzenia Lody, podając Czerwińsk nad Wisłą; ponadto odmłodzili córkę o dwa lata, podając rok 1911 jako datę jej urodzin).
Początkiem jej kariery były od 1927 występy wraz z matką i trzema siostrami w rodzinnym zespole Siostry Halama. Występowały głównie w warszawskich teatrach rewiowych, takich jak Morskie Oko. Śpiewała również piosenki. Od 1929 była tancerką w balecie klasycznym, a w latach 1934–1936 była primabaleriną Teatru Wielkiego w Warszawie. Jej światowa kariera rozpoczęła się w Paryżu, gdzie zarekomendował ją Ignacy Jan Paderewski. Występowała także w Stanach Zjednoczonych i Japonii.
W czasie II wojny światowej prowadziła działalność konspiracyjną. W 1943 wyjechała do Szwajcarii, a potem Wielkiej Brytanii, później mieszkała i pracowała w Los Angeles. Do Polski wróciła na stałe w 1985, choć mieszkała na zmianę w Warszawie i Londynie.
W 1984 wydała wspomnienia pod tytułem Moje nogi i ja.
W 1996 w uznaniu zasług dla Warszawy uhonorowana została Nagrodą Miasta Stołecznego Warszawy.

## Życie prywatne
Miała pięciu mężów. 2 lipca 1930 w kościele św. Aleksandra w Warszawie poślubiła Andrzeja Dembińskiego h. Nieczuja, z którym rozwiodła się w 1937. Drugim mężem artystki został szwajcarski handlowiec polskiego pochodzenia Georges Golembiowski, który był jej wielką miłością. Ślub odbył się 13 listopada 1939 w cerkwi Świętej Trójcy na Podwalu w Warszawie. Z małżeństwa tego pochodził urodzony 27 maja 1941 w Warszawie syn Georges junior. 13 lipca 1943 Golembiowski został śmiertelnie postrzelony podczas napadu rabunkowego na swoją warszawską firmę i trzy dni później zmarł w szpitalu w wieku 36 lat. 
Trzecie małżeństwo, z lotnikiem Kazimierzem Dobrowolskim, zawarła wiosną 1946 w Londynie w celu uzyskania dokumentów uprawniających ją do stałego pobytu w Wielkiej Brytanii. W lipcu 1949 w Las Vegas wzięła ślub z czwartym mężem Larrym Lattą (Wawrzyńcem Łatą), który prowadził biuro asekuracyjne w Los Angeles i Chicago. Małżeństwo to zapewniło jej z kolei amerykański paszport i po roku zakończyło się rozwodem. Latem 1957 w Londynie wyszła za mąż za aktora Stanisława Ruszałę, z którym rozwiodła się w 1961.
Zmarła w Warszawie, pochowana na cmentarzu Powązkowskim (kwatera 257a-1-13).

## Występy rewiowe
- Szopka nad szopkami, 1927 (teatr Perskie Oko)
- Warszawa – Paryż, 1928 (teatr Karuzela) reż. Pawłowski
- Confetti, 1928 (teatr Morskie Oko)
- Wielka rewia karnawałowa, 1928 (teatr Morskie Oko)
- Noc nad Sekwaną, 1929 (teatr Morskie Oko)
- Z Chłodnej na Nowy Świat, 1930 (teatr Morskie Oko)
- Tęcza nad Warszawą, 1930 (teatr Morskie Oko)
- Rewia miłości, 1933 (teatr Morskie Oko)
- Dzieje śmiechu, 1933 (teatr Morskie Oko)
- Bal w Savoyu, 1933 (teatr Wielka Operetka)
- Ram-pam-pam, 1933 (teatr Cyganeria)
- 101 pociech, 1934 (teatr Wielka Operetka)
- Kraina uśmiechu, 1935 (Teatr Letni)
- Dla ciebie Warszawo, 1935
- Kwiat Hawai, 1936 (Teatr Wielki)
- Gejsza, 1936 (teatr Wielka Operetka)
- Taniec szczęścia, 1937 (teatr 8.15)
- Wiktoria i jej huzar, 1937 (teatr 8.15)
- Roxy i jej drużyna, 1938 (teatr Wielka Rewia)
- Szukamy gwiazd, 1939 (teatr Wielka Rewia)

## Filmografia
- 1927: Uśmiech losu
- 1927: Ziemia obiecana jako Czarny Łabędź
- 1933: Prokurator Alicja Horn jako tancerka
- 1934: Kocha, lubi, szanuje jako kasjerka Loda
- 1935: Manewry miłosne jako córka pułku
- 1936: August Mocny (August der Starke) jako młoda narzeczona
- 1936: Fredek uszczęśliwia świat jako Loda
- 1937: Dyplomatyczna żona jako tancerka
- 1937: Parada Warszawy
- 1939: Kłamstwo Krystyny jako tancerka